# Hoploscopa ocellata
Hoploscopa ocellata is een vlinder uit de familie van de grasmotten (Crambidae), uit de onderfamilie van de Hoploscopinae. De wetenschappelijke naam van deze soort is voor het eerst gepubliceerd in 1919 door George Francis Hampson.
De voorvleugellengte is 10 millimeter.
De soort komt voor in Indonesië (Molukken).